# Петровщина (станция метро)
«Петро́вщина» (бел. Пятроўшчына) — станция Московской линии Минского метрополитена, которая расположена между станциями «Михалово» и «Малиновка». Она находится на пересечении проспекта Дзержинского и улицы Голубева в микрорайоне Юго-Запад (Московского район города Минска). Четвёртая по загруженности станция метро в городе — в среднем ей пользуется 72 тыс. человек в сутки.
Строительство началось в 2007 году. Открытие станций «Грушевка», «Михалово», «Петровщина» было запланировано на 1 сентября 2012 года, однако открытие перенесли. В итоге станции «Грушевка», «Михалово» и «Петровщина» были открыты 7 ноября 2012 года в составе 4-й очереди первой линии Минского метрополитена.
До 3 июня 2014 года являлась конечной станцией Московской линии Минского метрополитена, после чего была открыта станция метро «Малиновка».

## Конструкция
Станция односводчатая, два вестибюля. Ведущий художественный мотив — природа. В частности, по замыслу художников на станции изображена зимняя звездная ночь. В потолок вмонтировано примерно 400 светодиодных ламп. Мрамор, нержавеющая сталь, металлокерамика являются основными материалами отделки.

### Стилистические особенности
Особенностью станции «Петровщина» является украшенный светоизлучающими диодами потолок, которые выполняют функцию звёзд на небе. Расположены все «звёзды» в хаотичном порядке, поэтому искать на импровизированном ночном небе созвездия не стоит.

## Строительство
По состоянию на июль 2011 года были полностью возведены конструкции станции, конструкции оборотных тупиков за станцией, конструкции вестибюлей. Велось строительство входов и подземных переходов, из которых сейчас осуществляется вход на станцию. Были начаты отделочные работы.
По состоянию на июль 2012 года было полностью завершено возведение конструкций станции, а также обоих переходов. 7 ноября 2012 года станция была торжественно открыта вместе со станциями "Грушевка" и "Михалово".